# Herb Jawornika Polskiego
Herb Jawornika Polskiego – jeden z symboli miasta i gminy Jawornik Polski.

## Wygląd i symbolika
Herb przedstawia na tarczy koloru złotego nad czerwonym blankowanym murem zielony jawor (nawiązanie do nazwy gminy), na którym umieszczono czerwoną tarczę z godłem z herbu Szreniawa. 